# Tom Schütz
Tom Schütz (Bamberg, Alemania, 20 de enero de 1988) es un exfutbolista alemán que jugaba de centrocampista.

## Trayectoria
Inició su carrera en las inferiores de TSV Burgpreppach y FC Hassfurt. En el año 2005 arribó al FC Bayern Múnich II en el cual permaneció algunas temporadas, llegando incluso a ser capitán. En la temporada 2010-11 se incorporó al SV Babelsberg 03 de la 3. Liga alemana. Un año más tarde firmó contrato con Arminia Bielefeld, equipo recién descendido de la 2. Bundesliga. Allí estuvo hasta el final de la temporada 2019-20, anunciando su retirada en noviembre de ese año cuando ejercía de segundo entrenador del equipo sub-17 del club.

### Selección nacional
El 5 de septiembre de 2007 debutó con la selección alemana sub-20 en el partido disputado contra Austria el cual Alemania venció por 1-0.